# برمجة نظرية المجموعات
برمجة المجموعة النظرية (Set theoretic programming) هي نمط من البرمجة تعتمد نظرية المجموعات الرياضية. أحد الأمثلة للغات البرمجية التي تستخدم هذا النمط هي سيتل.